# Gmina związkowa Waldsee (1972–2014)
Gmina związkowa Waldsee (niem. Verbandsgemeinde Waldsee) – dawna gmina związkowa w Niemczech, w kraju związkowym Nadrenia-Palatynat, w powiecie Rhein-Pfalz. Siedziba gminy związkowej znajdowała się w miejscowości Waldsee. 1 lipca 2014 gmina związkowa została połączona z dwoma gminami bezzwiązkowymi: Altrip i Neuhofen, tworząc nową gminę związkową Waldsee.

## Podział administracyjny
Gmina związkowa zrzeszała dwie gminy wiejskie:
1. Otterstadt
2. Waldsee